# Geranium kurdicum
Geranium kurdicum är en näveväxtart som beskrevs av Joseph Friedrich Nicolaus Bornmüller. Geranium kurdicum ingår i släktet nävor, och familjen näveväxter. Inga underarter finns listade i Catalogue of Life.